# Project-26
P-26 (нем. Project-26) — секретное швейцарское подразделение, созданное в семидесятые годы двадцатого века, для противостояния потенциальной советской оккупации страны. Подготовкой занимались британские специальные службы. Информация об организации стала публичной только в 1990 году после публикации в СМИ. В 2018 году был рассекречен так называемый «Доклад Корню», в котором подробно описывалась тайная структура.
По разным данным организация включала в себя от нескольких сотен до 2000 человек. В повседневной жизни члены группы не были вооружены. Схроны с оружием и средствами связи для будущей борьбы подготавливались по всей территории Швейцарии. Для инструктажа группы были привлечены британские специалисты. Они приезжали в Швейцарию, а члены организации в свою очередь выезжали на подготовку в Англию и Ирландию. Важным критерием при наборе в Р-26 служила их «незаметность». Подавляющее большинство членов организации были в возрасте старше 50 лет, почти 20 % из них работали в гражданской жизни в региональных органах власти, например, муниципалитетах, другие были юристами, домохозяйками или рантье. Руководил Р-26 Ефрем Каттелан, под псевдонимом «Рико». По мнению некоторых специалистов организация не несла серьезной угрозы потенциальной оккупации, а лишь должна была стать связующим звеном между народом и правительством в изгнании.